# Кубок Аргентины по футболу
Кубок Аргентины по футболу (исп. Copa Argentina) — ежегодное (с 2011 года) официальное кубковое соревнование футбольных клубов Аргентины, организованное АФА. Турнир был учреждён в 1969 году для отбора клубов для участия в Кубке обладателей кубков КОНМЕБОЛ. Он был разыгран в следующем году, затем прекратил существование до 2011 года.
Кубок (как и чемпионат) Аргентины по футболу единственный в КОНМЕБОЛ, где сезон проводится по системе «осень-весна» (календарной).

## История и формат розыгрыша
С 1958 по 1960 год проходил розыгрыш Кубка Швеции, названного в честь страны-организатора чемпионата мира 1958 года. В соревновании приняли участие клубы Примеры. Победителем стала «Атланта», обыгравшая в финале «Расинг» со счётом 3:1.
В 1969 году в соревновании «Кубок Аргентины» участвовали 32 клуба: все 19 клубов Примеры, победитель Примеры B, 12 команд-чемпионов Региональных лиг. Победитель турнира играл в Кубке кубков КОНМЕБОЛ 1970 года.
В 1970 году формат был таким же, только от Примеры участвовали 18 клубов, а от Регионов — 13. Кубок официально не был разыгран после ничьей в финале и отказа клубов от второй игры в связи с объявлением Кубка кубков КОНМЕБОЛ 1971 года товарищеским, в котором впоследствии аргентинской команды не было.
В 1993 году стартовал Кубок столетия АФА. Победителем стал клуб «Химнасия и Эсгрима» из Ла-Платы. Финал состоялся 30 января 1994 года.
В 2011 году было принято решение возродить турнир для большого числа клубов Аргентины (около 180) по примеру европейских национальных кубков. Помимо клубов Примеры, в кубке участвовали клубы ещё из шести лиг. Победителем турнира, приуроченного к 200-летию независимости Аргентины, стала «Бока Хуниорс».

## Финалы
| Сезон                        | Победитель        | Счёт           | Финалист                                |
| ---------------------------- | ----------------- | -------------- | --------------------------------------- |
| 1958/1960 (Кубок Швеции)     | Атланта           | 3:1            | Расинг                                  |
| не разыгрывался              |                   |                |                                         |
| 1969                         | Бока Хуниорс      | 3:1, 0:1       | Атланта                                 |
| 1970                         | не выявлен        | 2:2            | Велес Сарсфилд Сан-Лоренсо              |
| не разыгрывался              |                   |                |                                         |
| 1993/94 (Кубок столетия АФА) | Химнасия Ла-Плата | 3:1            | Ривер Плейт                             |
| не разыгрывался              |                   |                |                                         |
| 2011/12                      | Бока Хуниорс      | 2:1            | Расинг                                  |
| 2012/13                      | Арсенал Саранди   | 3:0            | Сан-Лоренсо                             |
| 2013/14                      | Уракан            | 0:0 (пен. 5:4) | Росарио Сентраль                        |
| 2014/15                      | Бока Хуниорс      | 2:0            | Росарио Сентраль                        |
| 2015/16                      | Ривер Плейт       | 4:3            | Росарио Сентраль                        |
| 2016/17                      | Ривер Плейт       | 2:1            | Атлетико Тукуман                        |
| 2017/18                      | Росарио Сентраль  | 1:1 (пен. 4:1) | Химнасия и Эсгрима                      |
| 2018/19                      | Ривер Плейт       | 3:0            | Сентраль Кордова (Сантьяго-дель-Эстеро) |
| 2019/20                      | Бока Хуниорс      | 0:0 (пен. 5:4) | Тальерес (Кордова)                      |
| 2022                         | Патронато         | 1:0            | Тальерес (Кордова)                      |

## Статистика
| Клуб                                    | Титулов | Финалов |
| Бока Хуниорс                            | 4       |         |
| Ривер Плейт                             | 3       |         |
| Росарио Сентраль                        | 1       | 3       |
| Арсенал (Саранди)                       | 1       |         |
| Уракан                                  | 1       |         |
| Патронато                               | 1       |         |
| Тальерес (Кордова)                      |         | 2       |
| Атланта                                 |         | 1       |
| Расинг (Авельянеда)                     |         | 1       |
| Сан-Лоренсо де Альмагро                 |         | 1       |
| Атлетико Тукуман                        |         | 1       |
| Химнасия и Эсгрима (Ла-Плата)           |         | 1       |
| Сентраль Кордова (Сантьяго-дель-Эстеро) |         | 1       |